# Straßenbahn Rheydt
Die Straßenbahn Rheydt ging wie die Straßenbahn Mönchengladbach aus einer seit 1881 als Verbindung zwischen Mönchengladbach und Rheydt betriebenen Pferdebahn hervor. Das seit dem Jahr 1900 elektrisch betriebene Netz wurde 1901 zwischen den beiden Städten aufgeteilt. Abgesehen von einer kurzen Phase zwischen 1929 und 1933 blieben die beiden Betriebe bis zu ihrer Stilllegung getrennt. Ab 1952 begann Rheydt damit, seine Straßenbahn durch den Oberleitungsbus Rheydt zu ersetzen. Die letzte Strecke der Straßenbahn wurde 1959 eingestellt, bis 1968 fuhren aber noch Straßenbahnen der Nachbarstadt Mönchengladbach nach Rheydt. 1969 stellte auch Mönchengladbach seinen Straßenbahnbetrieb komplett ein. Rheydt beendete schließlich 1973 mit der Einstellung des Oberleitungsbusses die Epoche des elektrisch betriebenen Nahverkehrs in der Doppelstadt.

## Pferdebahn
Erste Bestrebungen der beiden Städte Mönchengladbach, damals noch München-Gladbach (geschrieben: M.Gladbach), und Rheydt, eine Verbindung zwischen ihnen zu schaffen, gehen auf das Jahr 1876 zurück. In diesem Jahr beschlossen die Räte beider Städte den Bau einer Pferdebahn. Eine ursprünglich erwogene Dampfstraßenbahn lehnte man nach zahlreichen Besichtigungen vorhandener Bahnen ab. Am 10. Februar 1881 erhielt der Berliner Bankier Ludwig Lübke von der Stadt München-Gladbach eine Konzession zum Bau einer Verbindung. Die Stadt Rheydt stimmte dieser ebenfalls zu. Am 17. Juni begannen die Bauarbeiten in Mönchengladbach und am 8. Juli in Rheydt. Die ersten Fahrten wurden ab 28. Juli durchgeführt. Offizieller Start war der 10. August 1881. Geplant war die Eröffnung allerdings schon für den 2. August. Da sich die beiden Städte aber nicht über einen Tarif einigen konnten, musste erst die Bezirksregierung zwischen beiden vermitteln und einen Kompromiss finden. Die Strecke war insgesamt 5,2 Kilometer lang, begann in Rheydt an der Kreuzung Odenkirchener Straße/Limitenstraße und führte durch die Odenkirchener Straße, den Marienplatz, die Friedrich-Ebert-Straße, die Rheydter Straße, die Dessauer Straße, die Viktoriastraße, den Berliner Platz, die Lüpertzender Straße, den Bismarckplatz, die Bismarckstraße, die Hindenburgstraße, den Alten Markt und die Sandradstraße bis zur Aachener Straße in Mönchengladbach.
Die Strecke wurde mit insgesamt 14 Wagen und 50 Pferden betrieben, die sich in einem Depot in der heutigen Rheydter Straße 317 befanden. Gefahren wurde an Werktagen zwischen 7:20 Uhr bis 20:00 Uhr und an Wochenenden bis 22:00 Uhr. Der Tarif lag bei 10, 15 und 20 Pfennig. Um diesen Takt auf der eingleisigen Strecke in Regelspur zu ermöglichen, gab es zahlreiche Ausweichstellen. An Kreuzungen war die Geschwindigkeit auf 5 km/h beschränkt, auf freier Strecke waren 12 km/h erlaubt.
Bis 1882 betrieb Ludwig Lübke die Bahn auf eigene Rechnung, dann veräußerte er sie an die Deutsche Lokal- und Straßenbahngesellschaft aus Dortmund. Die beiden Orte weigerten sich allerdings, die Konzession an die Gesellschaft zu übertragen und somit verblieb Ludwig Lübke als Ansprechpartner. Als dieser am 10. Februar 1883 verstarb, vererbte er die Konzession an seine Frau und Kinder, über die nun die Verbindung zwischen der Gesellschaft und den Städten lief. Bis zum 2. Juli 1894 ging die Konzession an die Allgemeinen Lokal- und Straßenbahngesellschaft, wie die Deutsche Lokal- und Straßenbahngesellschaft nun hieß. Mit der Konzession war auch die Erneuerung des Streckennetzes und die Elektrifizierung bis zum 1. Oktober 1898 verbunden.
Im Jahr 1897 erwarben allerdings die beiden Städte die Bahn. Mönchengladbach zahlte 228.000 Goldmark und Rheydt 116.000 Goldmark. Die beiden Städte betrieben die Bahn bis zu ihrer vollständigen Elektrifizierung gemeinsam und teilten sich die Kosten und Einnahmen im Verhältnis 2:1. Der Vorstand der Bahn war allerdings gleichmäßig besetzt. Er umfasste beide Oberbürgermeister und jeweils fünf Stadträte.

## Elektrische Straßenbahn

### Bis zur Jahrhundertwende
Zwecks Elektrifizierung der Pferdebahn schlossen die beiden Städte am 7. Februar 1899 mit den beiden Firmen Max Schorch & Cie. (heute Deutsche Continental Gasgesellschaft) aus Mönchengladbach und Siemens & Halske Verträge ab, die auch die Einrichtung zweier Elektrizitätswerke beinhalteten. Die Bauarbeiten für die Kraftwerke begannen am 16. März 1899 und waren am 10. November 1899 in Rheydt und am 1. Mai 1900 in Mönchengladbach abgeschlossen.
Gleichzeitig plante man das Netz zu erweitern und schrieb folgende Strecken aus:
| Stadt           | Strecke                                                   | Länge in km |
| --------------- | --------------------------------------------------------- | ----------- |
| Mönchengladbach | Alter Markt – Hardt                                       | 6,76        |
|                 | Hardt – Waldniel                                          | 5,50        |
|                 | Lürrip – Bahnhofstraße – Krefelder Straße                 | 2,60        |
|                 | Alter Markt – Viersener Straße                            | 0,30        |
|                 | Markt – Regentenstraße – Eicken – Hoven – Kloster Neuwerk | 5,10        |
|                 | Rundstrecke                                               | 3,15        |
| Rheydt          | Marienplatz – Bahnhof Rheydt                              |             |
|                 | Marienplatz – Mülfort – Odenkirchen                       |             |
|                 | Morr – Marienplatz – Geneicken – Giesenkirchen            |             |

Nach Verhandlungen mit der Firma Siemens kam man zur Überzeugung, dass die geplanten Strecken nicht rentabel zu betreiben seien. Da man einen Mischbetrieb mit elektrischen Straßenbahnen auf der einen und dampf- oder akkumulatorbetriebenen Bahnen auf der anderen Seite nicht für sinnvoll erachtete, entschied man sich für eine Reduzierung der Planungen. Übrig blieben die Strecken zwischen den beiden Orten beginnend in Hardt über Waldhausen, Alter Markt, Wallstraße, Regentenstraße, Bahnhofstraße, Lüpertzender Straße, Rheydter Straße, Rheydt, Mülfort nach Odenkirchen und die Strecke von der Viersener Straße über den Markt, die Krefelder Straße nach Eicken in Mönchengladbach und die Strecke von Geneicken über die Stresemannstraße nach Morr in Rheydt.
Am 13. Juni 1899 begann die Firma Siemens mit den Arbeiten zur Erweiterung des Netzes. Parallel dazu begann man das bis dahin regelspurige Pferdebahnnetz auf Meterspur umzubauen, was erhebliche Nachteile für die Kunden mit sich brachte. Durch die Umspurung erhoffte man sich eine weitere Verbesserung des Wirtschaftlichkeit. Es wurden 1900 folgende Strecken eröffnet:
| Eröffnungsdatum | Ort                    | Strecke                                                   | Streckenlänge |
| --------------- | ---------------------- | --------------------------------------------------------- | ------------- |
| 1. Mai          | Mönchengladbach        | Krefelder Straße – Eickener Straße                        | 0,77 km       |
| 3. Juni         | Mönchengladbach        | Alter Markt – Aachener Straße – Brückenstraße             | 1,59 km       |
| 3. Juni         | Mönchengladbach        | Dahlener Straße – Barbarossastraße                        | 0,19 km       |
| 3. Juni         | Rheydt                 | Mülfort – Odenkirchen                                     | 2,70 km       |
| 17. Juni        | Rheydt/Mönchengladbach | Odenkirchen – Mönchengladbach Hauptbahnhof                |               |
| 7. Juli         | Rheydt                 | Dahlener Straße – Stresemannstraße – Bahnhof Geneicken    | 2,60 km       |
| 1. August       | Rheydt                 | Friedrich-Wilhelm-Straße – Bahnhofstraße – Bahnhof Rheydt | 0,28 km       |
| 18. August      | Rheydt                 | Bahnhof Geneicken – Damaschkestraße                       | 2,60 km       |
| 6. November     | Rheydt                 | Waldhausen – Hardt                                        |               |

Am 1. Oktober 1901 wurde dann der gemeinsame Betrieb durch die Stadt Mönchengladbach gekündigt und die beiden Gemeinden betrieben die auf ihrem Gebiet liegenden Bahnen in Eigenregie. Folgende, farbig gekennzeichneten Linien wurden zum 30. September 1901 eingerichtet und gemeinsam betrieben:
| Linie                                                                    |
| ------------------------------------------------------------------------ |
| Mönchengladbach Bahnhof – Rheydt – Odenkirchen                           |
| Mönchengladbach Bahnhof – Rheydt                                         |
| Elektrizitätswerk – Krefelder Straße – Markt – Barbarossaplatz           |
| Eickener Straße – Schwogenstraße – Krefelder Straße – Markt – Waldhausen |

### Straßenbahn Rheydt 1900–1928
Die Straßenbahn in Rheydt nahm nach der Trennung von Mönchengladbach einige Streckenverlängerungen vor.
| Eröffnungsdatum   | Strecke                 | Länge  |
| ----------------- | ----------------------- | ------ |
| 26. März 1905     | Morr – Genhülsen        | – km   |
| 1. September 1905 | Reststrauch – Wickrath  | 2,8 km |
| 3. November 1905  | Genhülsen – Rheindahlen | 3,4 km |
| 24. März 1907     | Wickrath – Wickrathberg | 2,3 km |

Beginnend am 28. Oktober 1913, bekamen die Straßenbahnen in Rheydt und in Mönchengladbach ein einheitliches Nummerierungssystem. Dabei erhielten alle Linien in Rheydt eine gerade Nummer und die Linien in Mönchengladbach ungerade.
Im Jahr 1928 war die Straßenbahn in Rheydt an der neu gegründeten Niederrheinischen Eisenbahn-Gesellschaft AG beteiligt. Auf deren Betreiben sollte zwischen den Städten Grevenbroich, Neuss und Rheydt ein regelspuriges Straßenbahnnetz entstehen. Am 28. September 1928 erhielt die neue Gesellschaft die Konzession für diese Strecken. Man hatte vor, am 1. Oktober 1929 mit dem Bau zu beginnen, verschob diesen Termin aber immer wieder, da die nötigen Finanzmittel nicht vorhanden waren. So verfiel schließlich die Konzession und die Bahn wurde nie gebaut.

### Städtische Straßenbahn Gladbach-Rheydt
Am 1. September 1929 wurde die Stadt Rheydt in die Stadt Mönchengladbach eingegliedert. Am selben Tag fand auch die Vereinigung der beiden Straßenbahnbetriebe zur Städtischen Straßenbahn Gladbach-Rheydt statt. Gleichzeitig erhielt auch das Streckennetz eine einheitliche neue Nummerierung:
| Linie | Verlauf                                                   | Takt in Minuten          | Fahrzeit in Minuten |
| ----- | --------------------------------------------------------- | ------------------------ | ------------------- |
| 1     | Kaiser-Friedrich-Halle – Rheydt Marienplatz – Odenkirchen | 15                       | 39                  |
| 2     | Kaiser-Friedrich-Halle – Rheydt Marienplatz               | 5 (zusammen mit Linie 1) | 19                  |
| 3     | Eicken – Poeth (– Waldniel)                               | 10/30(/60)               | 67                  |
| 4     | Giesenkirchen – Rheydt (– Rheindahlen)                    | 15(/30)                  | 47                  |
| 5     | Rundbahn                                                  | 10                       | 28                  |
| 6     | Rheydt Marienplatz – Wickrathberg                         | 15/30                    | 26                  |
| 7     | (Neersen Bahnhof –) E-Werk – Holt (– Rheindahlen)         | 10(/20)                  | 52                  |
| 8     | Mönchengladbach Bahnhof – Volksgarten                     | 30                       | 10                  |
| 9     | Lürrip – Wasserturm (– Süchteln)                          | 10(/20)                  | 68                  |
| 10    | Wasserturm – Windberg                                     | 10/20                    | 4                   |
| 11    | Dülken – Viersen Bahnhof                                  | 20                       | 27                  |
| 14    | Mönchengladbach Hauptbahnhof – Krefeld                    | 60                       | 61                  |

1930 bedienten die Straßenbahnen ein Netz mit einer Streckenlänge von 66,92 Kilometern und legten mit 56 Trieb- und 36 Beiwagen jährlich rund 5,6 Millionen Wagenkilometer zurück. Im Jahr 1930 lebten rund 235.000 Einwohner im Einzugsgebiet und es wurden rund 18,8 Millionen Passagiere befördert.
Die Gemeinschaft zwischen beiden Straßenbahnbetrieben blieb auch über die Trennung der beiden Städte am 1. August 1933 hinaus bestehen. Bis zum 1. August 1936 waren beide Betriebe an einem Zweckverband beteiligt, den die Bahn leitete. Danach gingen sie getrennte Wege.

### Straßenbahn Rheydt 1936–1959
Als Folge der Trennung und der Ausmusterung von zahlreichen Wagen 1929 besaß die Straßenbahn in Rheydt fast nur noch Wagen aus der Jahrhundertwende. Um den Betrieb trotzdem aufrechtzuerhalten, mietete man unter anderem Fahrzeuge aus Mönchengladbach an. Zudem beschaffte man einige Gebrauchtfahrzeuge. Mit diesen überalterten Wagen befuhr man bis zum Zweiten Weltkrieg das Netz in Rheydt. Zwischen der Besetzung durch die Alliierten am 1. März 1945 und Juli 1945 ruhte der Verkehr vollständig. Erst danach begann allmählich die Wiederinbetriebnahme des Netzes. Trotzdem musste man dem Alter des Fuhrparks Tribut zollen. So ruhte der Verkehr zwischen dem 6. und 17. März 1947. Am 22. Januar 1951 kam es aufgrund des schlechten Zustandes der Gleise zur ersten Zwangsstilllegung der letzten 300 m der Strecke nach Rheindahlen. 
Im Februar 1951 beschloss der Stadtrat von Rheydt die Einführung des O-Busses. Mit Ausnahme der Gemeinschaftsstrecke nach Mönchengladbach sollten die übrigen Straßenbahnstrecken schrittweise eingestellt werden. Als erste Linie traf dies am 17. Mai 1952 die Linie 4 auf dem übrig gebliebenen Abschnitt zwischen Rheindahlen und dem Marienplatz. Am 22. Juni 1952 und am 3. Oktober wurden beide Äste der Linie 6 eingestellt. Die letzte verbliebene Strecke der Straßenbahn Rheydt nach Odenkirchen war Teil der Gemeinschaftslinie 1 mit Mönchengladbach. Die Stadtwerke Rheydt stellten am 31. Januar 1959 den Betrieb auf der Linie 1 zwischen Marienplatz und Odenkirchen ein, zum gleichen Zeitpunkt endete der Einsatz Rheydter Straßenbahnfahrzeuge auf dem verbleibenden Abschnitt der Gemeinschaftslinie. Ein Teil der neueren Fahrzeuge konnte noch als Gebrauchtfahrzeuge verkauft werden, bspw. an die Straßenbahn Aachen, der Rest wurde verschrottet.
Die Linien 1 und 2 aus Mönchengladbach verkehrten mit Mönchengladbacher Fahrzeugen noch bis zum 5. Oktober 1968 nach Rheydt.